# Michałkowo, Warmińsko-Mazurskie
Michałkowo [mixau̯ˈkɔvɔ] (tiếng Đức: Langmichels)  là một ngôi làng ở quận hành chính của Gmina Barciany, thuộc huyện Kętrzyński, Warmińsko-Mazurskie, ở miền bắc Ba Lan, gần biên giới với Kaliningrad của Nga.
Trước năm 1945, khu vực này là một phần của Đức (Đông Phổ).